# Матаёси Синко
Матаёси Синко (яп. 又吉 眞光) (1888—1947) — окинавский мастер кобудо, основоположник боевого искусства «Матаёси кобудо».
Матаёси Синко родился 18 мая 1888 года в районе Какинохана города Наха, а вырос в деревне Синбару. Он был третьим — и единственным, проявлявшим интерес к боевым искусствам, — сыном Матаёси Синтина. Будучи ещё мальчишкой, он (помимо других вещей) изучал у отца и деда ката с веслом «Цукэн Акатю-но Эку ди», а отдельно у отца ката с шестом «Кубо-но кон», «Ёнэгава-но кон» и «Яра-но кон». Позже его отец познакомил юношу со своим другом и партнером по тренировкам Агэной Тёкухо (также известным как Гусикава Тигагува и Хига-но танмэй) из деревни Гусикава. У него Синпо изучил техники с саями и камами, а также отшлифовал свои навыки с бо и эку. Он продолжил изучение оружейных техник у другого друга семьи, мастера Ирэ Окина (старик Ирэ или Дзитоуди Мосигуа) из деревни Нодзато близ Тятана. Под его руководством он освоил техники с тонфами и нунчаками.